# It’s for You
 It’s for You (englisch für: Es ist für Dich) ist ein Lied der britischen Sängerin Cilla Black, das 1964 als ihre vierte Single A-Seite veröffentlicht wurde. Komponiert wurde es von Paul McCartney und John Lennon und unter der Autorenangabe Lennon/McCartney veröffentlicht.

## Hintergrund

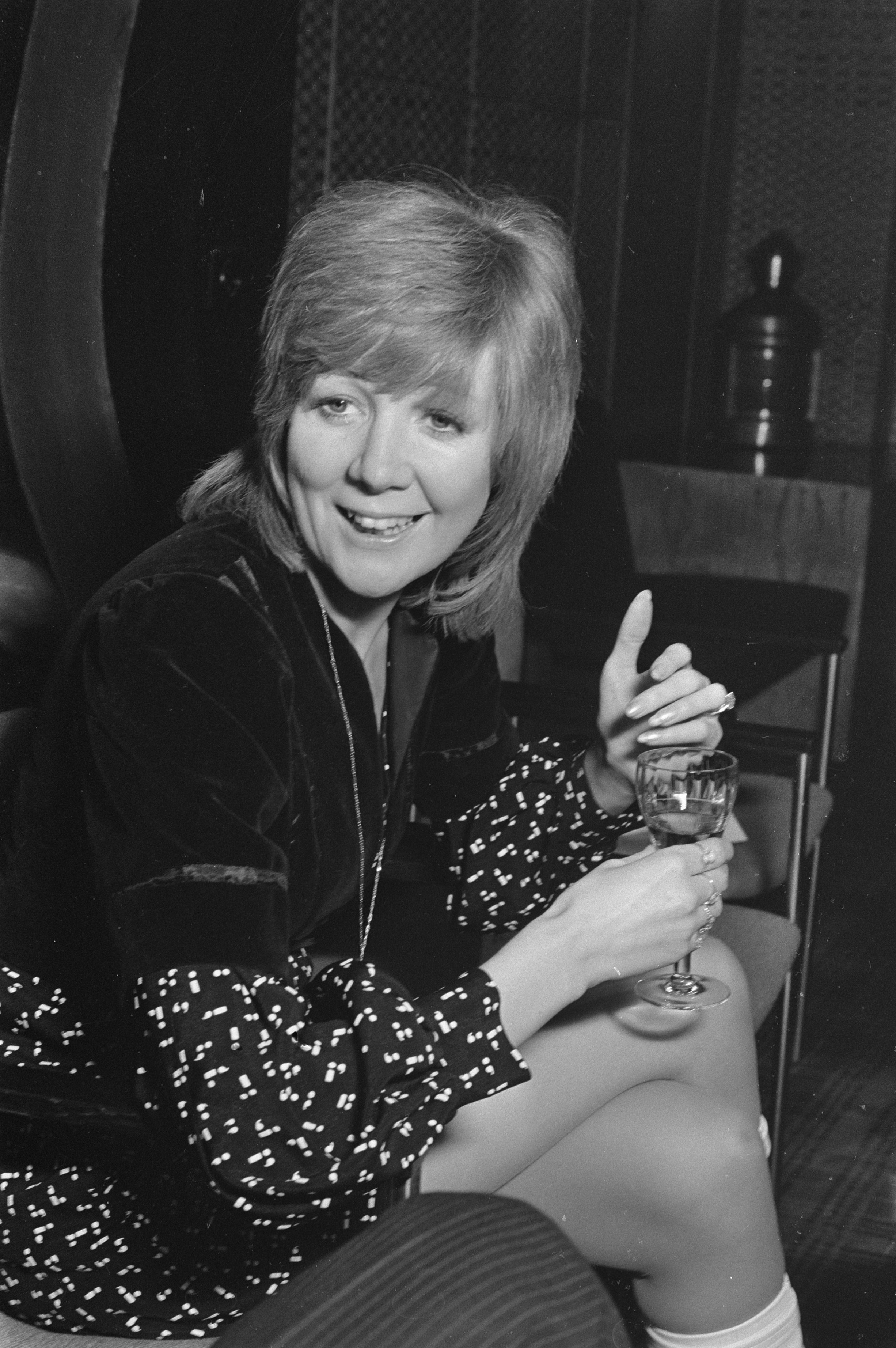
Cilla Black

Cilla Blacks Debütsingle war Love of the Loved, eine weitere Lennon/McCartney-Komposition.
Ihre zweite Single, eine Komposition von Burt Bacharach und Hal David, Anyone Who Had a Heart, erreichte im Februar 1964 die Spitze der britischen Single-Charts.
Paul McCartney war in den Abbey Road Studios anwesend, als Black ihre Version von Anyone Who Had a Heart aufnahm, und versprach ihr einen weiteren Song zu schreiben. McCartney war der Hauptkomponist von It's For You, das er wahrscheinlich im April/Mai schrieb, die Fertigstellung des Liedes erfolgte dann mit John Lennon.
Die Beatles hatten am 3. Juni 1964 zwischen 17:30 und 21:30 Uhr an diesem Tag ihre zweite Aufnahmesession, in der sie drei Probeaufnahmen (Demos) ohne ihren erkrankten Schlagzeuger Ringo Starr einspielten. Produzent der Aufnahmen war George Martin, Norman Smith war der Toningenieur. Als erstes Lied wurde die George-Harrison-Komposition You Know What to Do eingespielt.
Als zweites Lied wurde von McCartney It`s For You aufgenommen. Das dritte Demo war No Reply, das während der Aufnahmen zum Beatles-Album Beatles for Sale neu eingespielt wurde. Die Acetatsingle der McCartney/Beatles-Aufnahme von It`s For You wurde dann Cilla Black gegeben.
Am 2. Juli 1964 wurde It`s For You mit Cilla Black als Sängerin und George Martin als Produzent in den Abbey Road Studios aufgenommen. John Lennon und Paul McCartney waren während der Aufnahmen anwesend und McCartney spielte auch den Klavierpart ein.
Cilla Black sagte zu der Aufnahme: „John und Paul gesellten sich zu mir und George Martin. Wir haben einen Track gemacht und dann haben alle versucht, vorzuschlagen, wie sie denken, dass es aufgenommen werden sollte. Und jeder hatte andere Vorstellungen. George sagte, es sollte so sein, Paul und John hatten eine andere Vorstellung und ich fügte nur meine Vorschläge hinzu, während sie darüber nachdachten, was sie sonst noch mit der Komposition machen könnten.“
Am 31. Juli 1964 erschien die vierte Single von Cilla Black It`s For You mit der B-Seite He Won’t Ask Me und erreichte Platz sieben in den britischen Charts, weiterhin erschien eine EP mit dem Titel It`s For You. Erst 1968 wurde das Lied auch auf dem Black-Album The Best of Cilla Black veröffentlicht.
Am 1. August 2015 verstarb Cilla Black und ihr Neffe fand in ihrem Nachlass mehrere Demo-Acetat-Singles, unter anderen auch die McCartney/Beatles-Version von It`s For You, die am 27. August 2016 £ 18.000 bei der Beatles Memorabilia Auction im Unity Theatre in Liverpool einbrachte. Paul McCartney durfte eine Kopie seiner Aufnahme anfertigen, um sie seinem persönlichen Archiv hinzuzufügen.

## Coverversionen
- Gerry Marsden – Lennon/McCartney Songbook [6]
- The Weeklings – The Weeklings [7]
- Three Dog Night – Three Dog Night [8]